# Szent Tibor
Szent Tibor, latinul Tiburtius a keresztény legenda szerint keresztény mártír volt. Ünnepnapja augusztus 11., ugyanaz, mint Szent Zsuzsannáé. Ezen szentek nem voltak rokonok, de néha összetársítják őket, mert ugyanazon a napon ünneplik őket. 
Története annyiban kapcsolódik Szent Sebestyén legendájához, hogy Chromatius, Róma prefektusa több keresztényt halálra ítélt. A prefektust azonban Szent Tranquillinus, Marcus és Marcellianus apja megtérítette, és Polikárpnak keresztelte.
Tiburtiust, Chromatius egyetlen fiát is megkereszteltették Sebestyén közbenjárására, aki a legenda szerint egyben a keresztapja is volt.
Amíg Diocletianus római császár üldöztette, Tiburtius apja házában rejtőzött. Egy áruló megvádolta, Fabianus prefektus elé vitték, és bíróság elé állították. Vállalta hitét, amelyet csodával erősített meg, mert csak a kereszt jelével védte magát, mezítláb ment át a vörösen izzó parázson úgy, hogy nem sérült meg. De a csodát mágiának tulajdonították, és Tibort a Via Labicana harmadik mérföldkövénél 286-ban lefejezték. A kivégzés helyszíne az úgynevezett „két babérfa” (ad duas lauros) volt.
Tiburtiust említi I. Damáz pápa (366–384) 23 epigrammájában. 
Tiburtiust a római martirológiumban augusztus 11-én említik a következőképpen: „Rómában, a két babérfánál levő temetőben, a Via Labicana harmadik mérföldkövnél, Szent Tibor mártír, akit Damáz pápa megénekelt”. Az általános római naptárba feljegyzett emlékét 1969-ben eltávolították, mivel „a nevén kívül annyi ismert róla, hogy augusztus 11-én a Via Labicana-i Inter duas lauros temetőben temették el".

## Fordítás
- Ez a szócikk részben vagy egészben  a   Saint Tiburtius című angol Wikipédia-szócikk ezen változatának fordításán alapul.  Az eredeti cikk szerkesztőit annak laptörténete sorolja fel. Ez a jelzés csupán a megfogalmazás eredetét és a szerzői jogokat jelzi, nem szolgál a cikkben szereplő információk forrásmegjelöléseként.